# Nick Woltemade
Nick Woltemade (sinh ngày 14 tháng 2 năm 2002) là một cầu thủ bóng đá chuyên nghiệp người Đức hiện đang thi đấu ở vị trí tiền đạo hoặc tiền vệ tấn công cho câu lạc bộ Bundesliga VfB Stuttgart và đội tuyển bóng đá quốc gia Đức.

## Sự nghiệp câu lạc bộ
Woltemade gia nhập học viện đào tạo trẻ của Werder Bremen vào năm 2010 từ TS Woltmershausen. Trong mùa bóng 2018-19, anh đã ghi được đến 18 bàn thắng và có 8 kiến tạo trong 24 trận đấu của đội U-17 Werder Bremen tại Giải U-17 Bundesliga. Woltemade tiếp tục duy trì phong độ ghi bàn ấn tượng tại đội U-19 Werder Bremen và ngày 1 tháng 2 năm 2020, anh trở thành cầu thủ trẻ nhất của Bremen ra sân tại Bundesliga khi vào sân từ ghế dự bị trong trận đấu với FC Augsburg ở 17 tuổi, 11 tháng và 18 ngày.
Sau khi chỉ có 2 bàn thắng sau 51 trận cho đội một Werder Bremen, cuối mùa bóng 2023-24, anh và Bremen chia tay sau khi hết hạn hợp đồng và anh chuyển sang VfB Stuttgart theo dạng chuyển nhượng tự do.

## Sự nghiệp đội tuyển quốc gia
Woltemade từng là thành viên đội tuyển U-17 Đức tham dự Giải vô địch bóng đá U-17 châu Âu 2019. 
Ngày 22 tháng 5 năm 2025, Woltemade lần đầu tiên được triệu tập vào Đội tuyển bóng đá quốc gia Đức. Anh có trận ra mắt đội tuyển Đức vào ngày 4 tháng 6 trong trận bán kết UEFA Nations League với Bồ Đào Nha. Ngay sau đó, anh có tên trong danh sách đội tuyển U-21 Đức tranh tài tại Giải vô địch bóng đá U-21 châu Âu 2015. Anh lập hat-trick trong trận đấu đầu tiên của U-21 Đức tại giải đấu để đánh bại U-21 Slovenia 3-0.

## Danh hiệu
VfB Stuttgart
- DFB-Pokal: 2024–25[9]